# Chrysothyridia
Chrysothyridia és un gènere d'arnes de la família Crambidae.

## Taxonomia
- Chrysothyridia invertalis (Snellen, 1877)
- Chrysothyridia triangulifera Munroe, 1967